# Emotions
Emotions är Mariah Careys andra album, utgivet i september 1991. Titelspåret blev Caryes femte raka listetta på Billboard Hot 100.

## Låtlista
1. "Emotions" - 4:09
2. "And You Don't Remember" - 4:26
3. "Can't Let Go" - 4:27
4. "Make It Happen" - 5:07
5. "If It's Over" - 4:38
6. "You're So Cold" - 5:05
7. "So Blessed" - 4:13
8. "To Be Around You" - 4:37
9. "Till the End of Time" - 5:35
10. "The Wind" - 4:41